# Freedom (Califòrnia)
Freedom és una població dels Estats Units a l'estat de Califòrnia. Segons el cens del 2000 tenia 6.000 habitants.

## Demografia
Segons el cens del 2000, Freedom tenia 6.000 habitants, 1.596 habitatges, i 1.182 famílies. La densitat de població era de 1.728,8 habitants/km².
Dels 1.596 habitatges en un 41,7% hi vivien nens de menys de 18 anys, en un 54,8% hi vivien parelles casades, en un 12,5% dones solteres, i en un 25,9% no eren unitats familiars. En el 21,1% dels habitatges hi vivien persones soles el 14,8% de les quals corresponia a persones de 65 anys o més que vivien soles. El nombre mitjà de persones vivint en cada habitatge era de 3,75 i el nombre mitjà de persones que vivien en cada família era de 4,23.
Per edats la població es repartia de la següent manera: un 30,8% tenia menys de 18 anys, un 11,5% entre 18 i 24, un 29,8% entre 25 i 44, un 17,1% de 45 a 60 i un 10,9% 65 anys o més.
L'edat mediana era de 30 anys. Per cada 100 dones de 18 o més anys hi havia 102,3 homes.
La renda mediana per habitatge era de 40.600 $ i la renda mediana per família de 43.056 $. Els homes tenien una renda mediana de 27.083 $ mentre que les dones 23.056 $. La renda per capita de la població era de 13.690 $. Entorn del 12,9% de les famílies i el 17,4% de la població estaven per davall del llindar de pobresa.

## Poblacions més properes
El següent diagrama mostra les poblacions més properes.